# Belsh
Belsh là một đô thị trong quận Elbasan thuộc hạt Elbasan, Albania. Dân số năm 2005 là 12228 người.